# Lasse Svan Hansen
Lasse Svan Hansen, né le 31 août 1983 à Stevns, est un handballeur danois jouant au poste d'ailier droit.
Avec l'équipe nationale du Danemark, il a remporté les trois compétitions internationales : Champion d'Europe en 2012 puis Champion olympique en 2016, il devient Champion du monde en 2019 à domicile.
En club, il a évolué dans le club allemand du SG Flensburg-Handewitt de 2008 à 2022, remportant la Ligue des champions en 2014 et le Championnat d'Allemagne en 2018 et 2019.

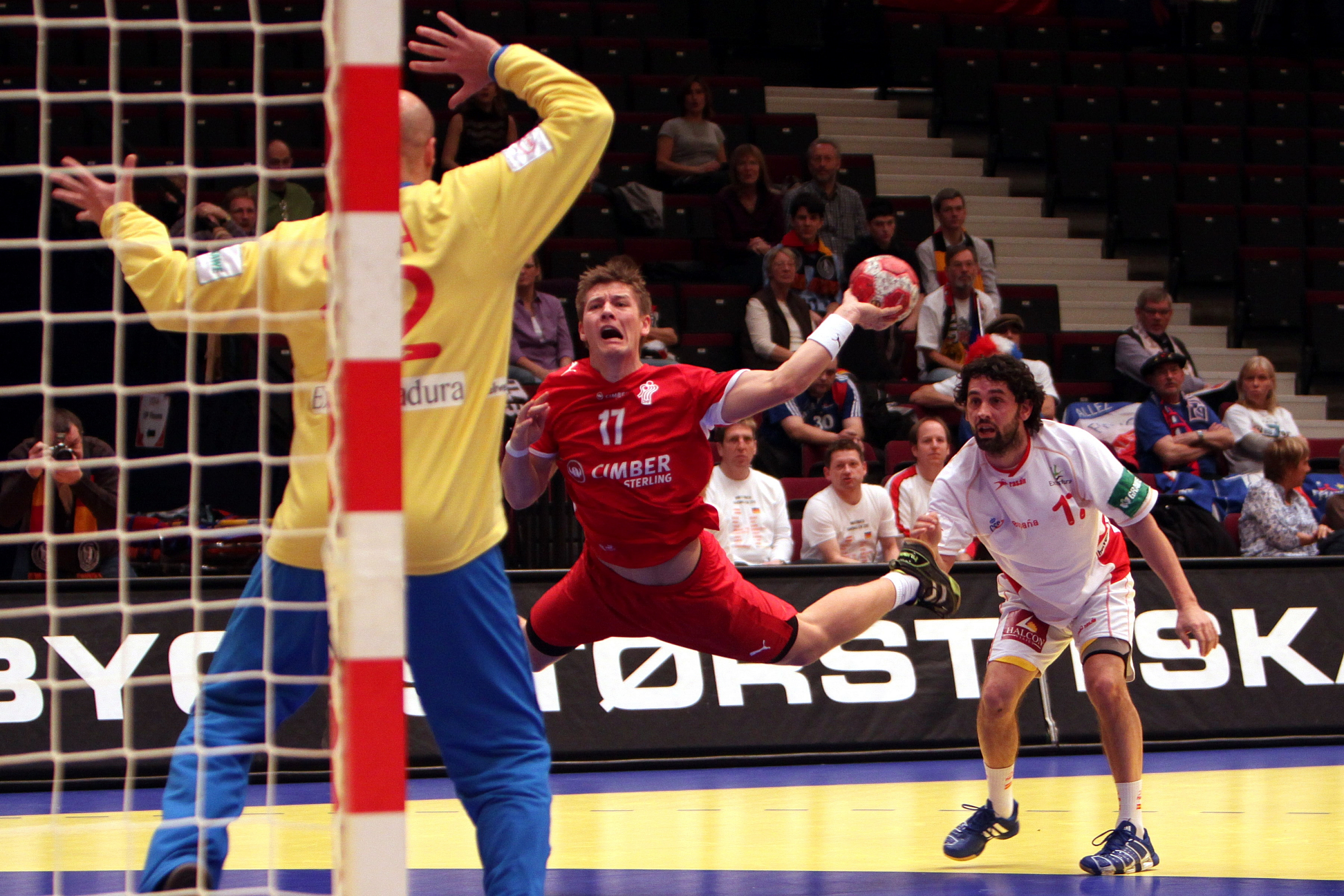
Lasse Svan Hansen au championnat d'Europe 2010.

## Palmarès

### En équipe nationale
Jeux olympiques
- 6e place aux Jeux olympiques de 2012 à Londres
- Médaille d'or aux Jeux olympiques de 2016 à Rio de Janeiro
- Médaille d'argent aux Jeux olympiques de 2020 à Tokyo

Championnats du monde
- 4e place au championnat du monde 2009, Croatie
- Médaille d'argent au championnat du monde 2011, Suède
- Médaille d'argent au championnat du monde 2013, Espagne
- 6e place au championnat du monde 2015, Qatar
- 10e place au championnat du monde 2017, France
- Médaille d'or au championnat du monde 2019, Danemark et Allemagne
- Médaille d'or au Championnat du monde 2021, Égypte

Championnats d'Europe
- 5e place au championnat d'Europe 2010, Autriche
- Médaille d'or au championnat d'Europe 2012, Serbie
- Médaille d'argent au championnat d'Europe 2014, Danemark
- 5e place au championnat d'Europe 2016, Pologne
- 4e place au championnat d'Europe 2018, Croatie
- Médaille de bronze au championnat d'Europe 2022, Hongrie et Slovaquie

### En club
Compétitions internationales
- Vainqueur de la Ligue des champions (1) : 2014
- Vainqueur de la Coupe des vainqueurs de coupe (1) : 2012

Compétitions nationales
- Vainqueur du Championnat du Danemark (2) : 2004, 2007
- Vainqueur de la Coupe du Danemark (1) : 2005
- Championnat d'Allemagne
  - Vainqueur (2) : 2018 et 2019
  - Vice-champion (6) : 2012, 2013, 2016, 2017, 2020, 2021
- Coupe d'Allemagne
  - Vainqueur (1) : 2015
  - Finaliste (6) en 2011, 2012, 2013, 2014, 2016, 2017
- Supercoupe d'Allemagne
  - Vainqueur (2) : 2013-14, 2019-20
  - Finaliste (4) en 2012, 2015, 2018, 2020

### Distinctions individuelles
- élu meilleur ailier droit des Jeux olympiques de 2016[3]